# Gai Papiri Masó
Gai Papiri Masó (en llatí Caius Papirius C. F. L. N. Maso) va ser un magistrat romà del segle iii aC. Era l'avi matern d'Escipió Africà el jove, ja que la seva filla Papíria es va casar amb Luci Emili Paul·le el conqueridor de Macedònia. Formava part de la gens Papíria i era de la branca patrícia dels Masó
Va ser elegit cònsol amb Marc Pomponi Mató l'any 231 aC. Va fer la guerra a Còrsega i va sotmetre als corsos, però amb considerables pèrdues, i el senat li va refusar els honors del triomf que va celebrar privadament al Mont Albà. Va ser la primera vegada que això es va fer, i després els generals romans ho repetien sovint quan el senat els denegava algun triomf al que creien que hi tenien dret. Sempre portava corona de murtra en lloc de corona de llorer quan es presentava als jocs del Circ, i Pau Diaca explica que feia això perquè va derrotar els corsos a la plana de la Murtra (Myrtei Campi). Amb el botí obtingut a Còrsega va dedicar un temple.
Va ser també un dels Triumviri coloniae deducendae encarregats de la fundació de les colònies de Placentia i Cremona a la Gàl·lia Cisalpina l'any 218 aC. Asconi li dona el nom de Publi Papiri Masó, però sembla un error.
Era pontífex quan va morir l'any 213 aC. Un personatge amb el mateix nom i que va morir el mateix any es diu que era decemvir sacrorum, i era probablement la mateixa persona.